# Zaan
Le Zaan est un cours d'eau néerlandais situé dans la province de Hollande-Septentrionale, d'une longueur de 13,5 kilomètres.

## Géographie
Le Zaan traverse la commune de Zaanstad du nord au sud, entre les villages de Oostknollendam et Westknollendam au nord jusqu'au Dam à Zaandam au sud. À partir du Dam, la rivière devient le Voorzaan, formant la liaison avec le canal de la Mer du Nord. Historiquement, le Zaan est une branche de l'IJ. Les villages de Wormerveer, Zaandijk, Zaanse Schans et Koog-sur-le-Zaan se trouvent sur les rives du Zaan.

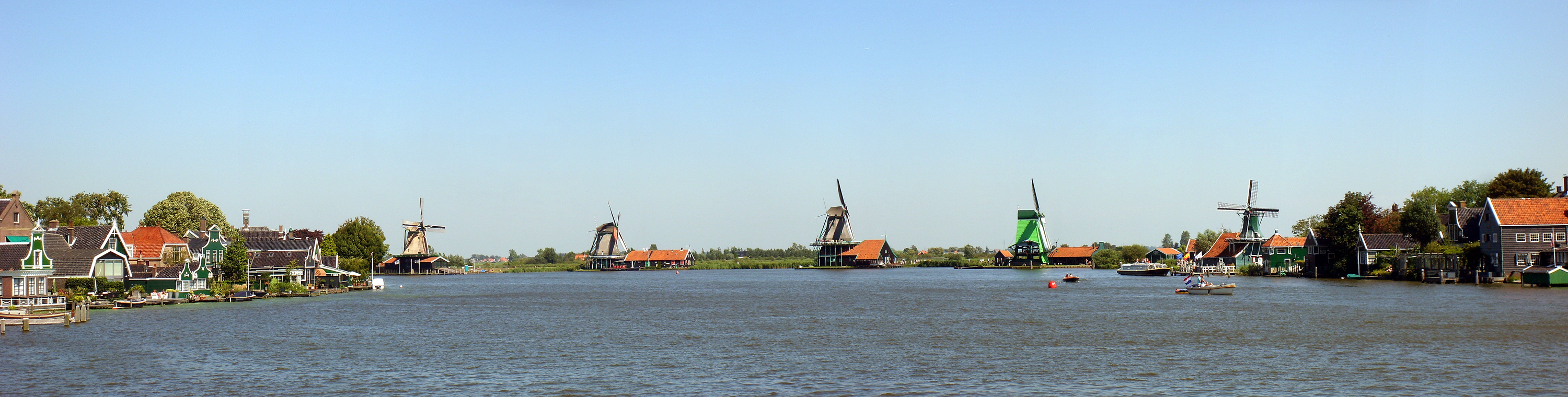
Vue du Zaan.

## Représentations artistiques
Durant son séjour à Zaandam, en 1871, Claude Monet représente le Zaan dans plusieurs de ses tableaux. Les titres de ses tableaux le mentionne au féminin.

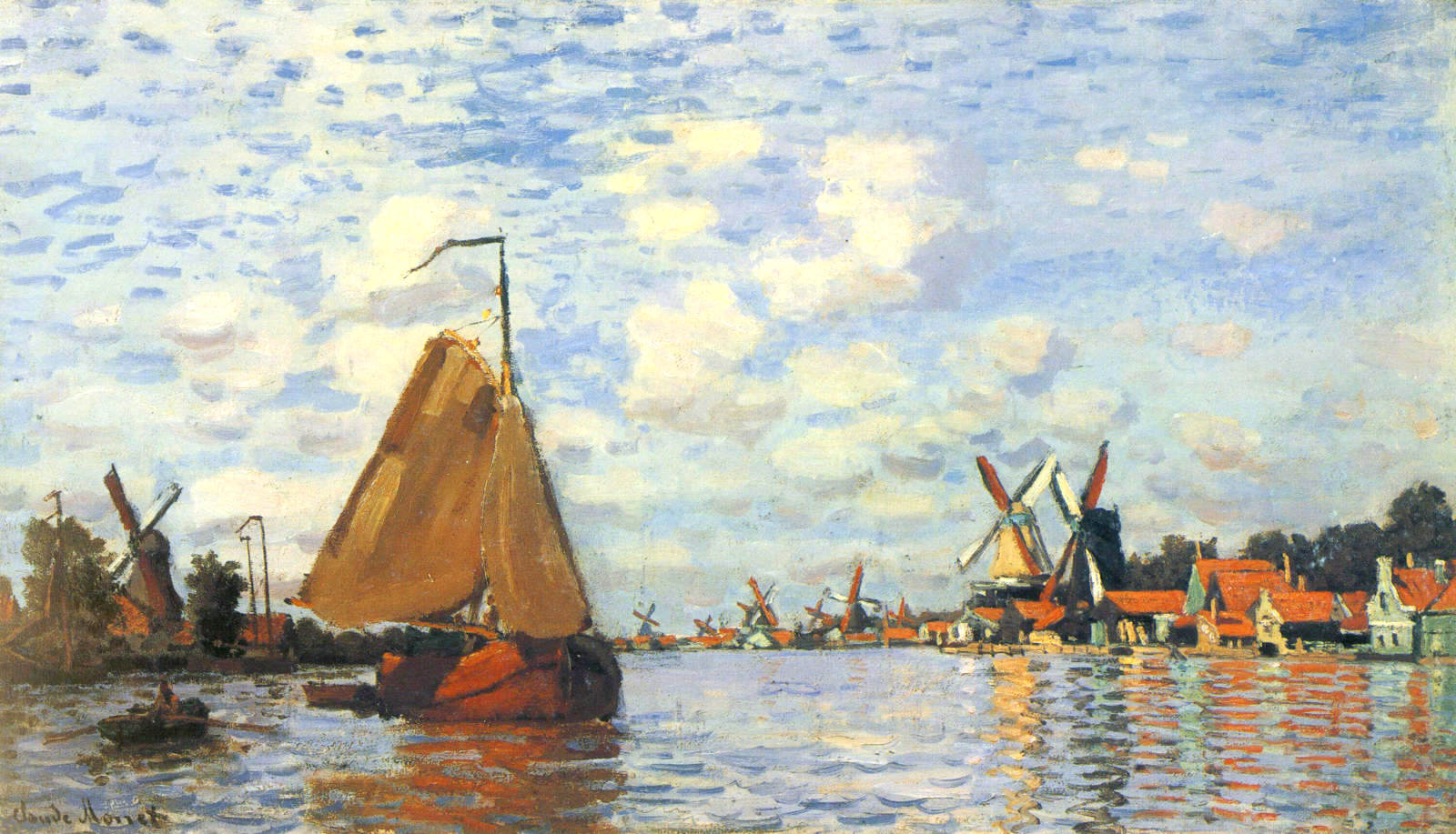
La Zaan à Zaandam Monet, 1871
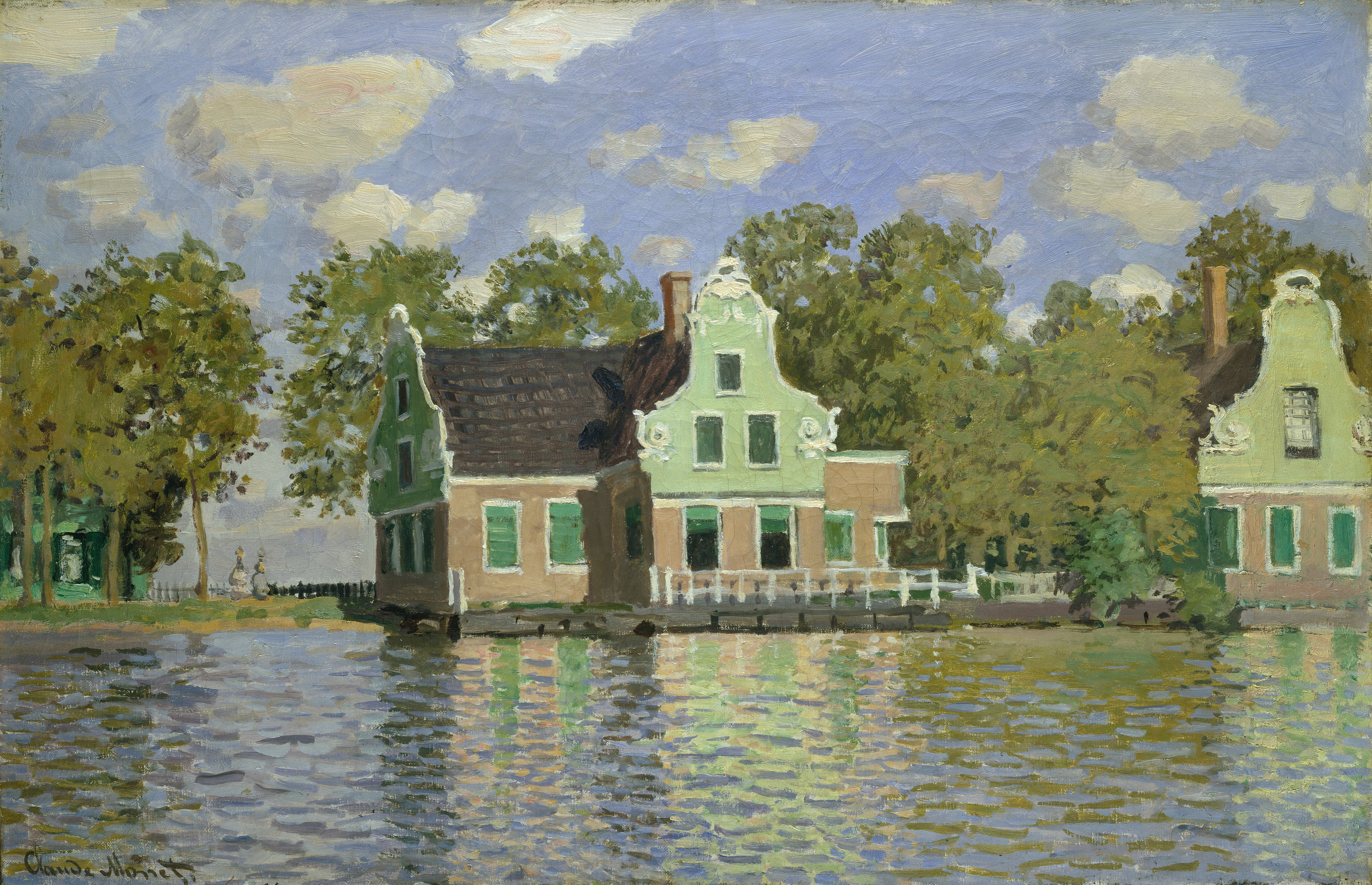
Maisons au bord de la Zaan, à Zaandam, Monet, 1871, Städel museum, Francfort sur le Main
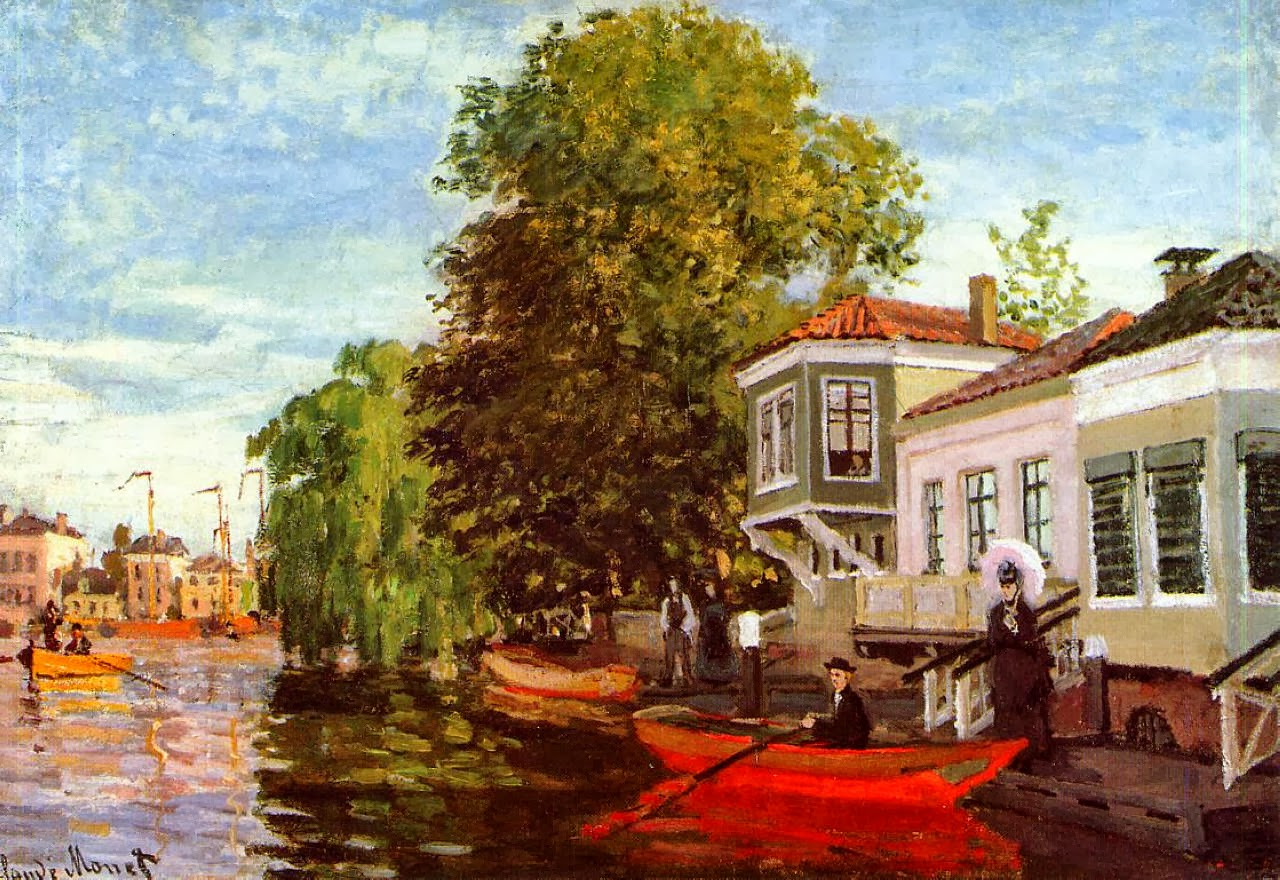
La Zaan à Zaandam, Monet, 1871